# Scapholeberis armata
Scapholeberis armata är en kräftdjursart som beskrevs av Herrick och Turner 1895. Scapholeberis armata ingår i släktet Scapholeberis och familjen Daphniidae.

## Underarter
Arten delas in i följande underarter:
- S. a. armata
- S. a. freyi